# إشيار درامي
إشيار درامي (بالفرنسية: Issiar Dramé)‏ هو لاعب كرة قدم فرنسي في مركز الدفاع، ولد في 16 فبراير 1999 في إيفري سور سين في فرنسا.

## وصلات خارجية
- إشيار درامي على موقع قاعدة بيانات كرة القدم.إي يو (الإنجليزية)
- إشيار درامي على موقع Soccerway.com (الإنجليزية)